# John De Leo
Massimo De Leonardis (* 27. Mai 1970 in Lugo), bekannt als John De Leo, ist ein italienischer Sänger und Komponist.

## Leben und Wirken
De Leo arbeitete in seiner frühen Zeit mit unterschiedlichen Formationen zusammen, darunter Roland’s Band, Blues Mobile aus San Marino, einer Gruppe, mit der er seine ersten Auftritte bei RAI hatte, der Gruppe Funk Urlo, die mit einer Mischung aus Funk und Jazz experimentierte, und der multiethnischen Gruppe Metissage. Regelmäßige Auftritte hatte er auch mit dem Gitarristen Fabrizio Tarroni.
1992 wurde er Mitglied und Leiter der Rockgruppe Hot Road Gang, die nach ihrem Wechsel von elektronischen  auf klassische Musikinstrumente unter dem Namen Quintorigo auftrat. Mit der Gruppe nahm er 1999 und 2001 am Sanremo-Festival teil und gewann dort einmal den Kritikerpreis und zweimal den Preis für das beste Arrangement. 1999, 2000 und 2001 trat die Gruppe beim I Maggio di Roma auf. Für das Album Rospo, das von der Zeitschrift Musica e dischi zum Album des Jahres gewählt wurde, wurde sie mit dem Tenco-Preis ausgezeichnet. Auf der CD In cattività (2003) veröffentlichte sie ihren Soundtrack zu Piergiorgio Gays Film La forza del passato (mit Sergio Rubini, Bruno Ganz und Sandra Ceccarelli). Unter anderem arbeiteten die Musiker Roberto Gatto, Franco Battiato, Enrico Rava, Carmen Consoli, Médéric Collignon, Ivano Fossati und Antonello Salis mit Quintorigo zusammen.
Nach seiner Trennung von der Band 2005 trat De Leo mit Jazzmusikern auf, u. a. mit Enrico Rava, Rita Marcotulli und Gianluca Petrella. Mit Furio Di Castri  und Roberto Gatto realisierte er ein multimediales Projekt aus Video und Musik über Italo Calvinos Le città invisibili; er nannte die Arbeit eine videomusicazione dei testi. Daneben arbeitete er als Synchronsprecher für den Animationsfilm La Fiera dei Morti von Stefano Vecchi und Barbara Dossi nach einem Text von Aldo Palazzeschi. Mit Carlo Lucarelli produzierte er Songs – esercizi spirituali per il nuovo millennio, mit Danilo Rea präsentierte er beim Festival internazionale di Roccella Jonica 2004 Monster, mit Stefano Benni trat er beim Romeuropa  Festival 2007 auf und mit Lietta Manganelli Centurie beim Festival della Letteratura di Mantova. Mit dem Ensemble Alterego sammelte er Erfahrungen auf dem Gebiet der klassischen Musik des 20. Jahrhunderts.
2007 veröffentlichte De Leo sein erstes Soloalbum Vago svanendo (mit Alessandro Bergonzoni und Stefano Benni). Beim XXI. Festival internazionale di Roccella Jonica interpretierte er Stefano Bennis Chiudete la cella, begleitet von dem Cellisten Paolo Damiani und mit Benni als Sprecher. Er trat weiterhin mit dem JDL Quintetto und mit Roberto Gattos Jazz-Rock-Ensemble Progressivamente auf und wirkte an Gianluca Petrellas Nino Rota gewidmetem Liveprojekt Il bidone mit. Sein zweites Album Il Grande Abarasse erschien 2014 bei Carosello Records. 2016 wurde er Jugendbotschafter für Kultur der UNESCO. Das Album Sento doppio (mit Fabricio Puglisi) veröffentlichte er 2017.